# Schlettererius chundanae
Schlettererius chundanae  (лат.) — вид наездников рода Schlettererius из семейства Stephanidae. Китай (Shaanxi). Видовое название дано в честь Ms Chundan Hong (Guangzhou), ревизовавшей китайскую фауну этого семейства насекомых.

## Описание
Эндопаразиты насекомых. Длина тела около 1 см (12,4 мм). Длина переднего крыла 9,2 мм. Усики 30-члениковые. Основная окраска тела буровато-чёрная. Задняя часть переднеспинки угловатая; жилка 1-M переднего крыла отчётливо изогнута; жилка cu-a заднего крыла представлена пигментированной жилкой; задние тазики без субапикального зубца; задние голени слегка сплющены в базальной части; задние лапки самок 5-члениковые; стернит первого метасомального тергита отделён от его тергита, первый тергит в 3,8 — 4,6 раза длиннее своей апикальной ширины, не цилиндрический, примерно равен длине второго тергита; задняя часть 8-го метасомального тергита самок с отчётливым пигидиальным выступом.